# Станіславенко Михайло Олександрович
Миха́йло Олекса́ндрович Станісла́венко (нар. 19 квітня 1983 — пом. 20 квітня 2014) — український військовик, вояк бойової групи силового крила «Правого сектору», учасник російсько-української війни.

## Короткий життєпис
Народився 19 квітня 1983 року в місті Києві.
Навчався у школі № 259 (1990—1998 рр.).
Закінчив ПТУ № 21 та здобув спеціальність слюсар-водій, після чого працював водієм.
У 2014 році добровільно пішов захищати Україну.
Помер 20 квітня 2014 року після першого місяця значного бою добровольців ПС з сепаратистами на блокпосту під с. Билбасівка в околицях м. Слов'янськ (Донецька область).
Залишилися донька, дружина та батьки.

## Нагороди
- Указом Президента України № 97/2021 від 12 березня 2021 року, "за особисту мужність, виявлену у захисті державного суверенітету та територіальної цілісності України, самовіддане служіння Українському народу", нагороджений орденом «За мужність» III ступеня (посмертно)[2].
- Відзнака «Бойовий Хрест Корпусу» (посмертно, наказ Командира Корпусу № 80/17 від 16 грудня 2017 року)[3].

## Вшанування
- 6 грудня 2016 року відкрито меморіальну дошку на центральному вході Київської ЗОШ № 259[4].